# Lierville
Lierville ist eine französische Gemeinde mit 222 Einwohnern (Stand 1. Januar 2022) im Département Oise in der Region Hauts-de-France. Die Gemeinde liegt im Arrondissement Beauvais und ist Teil der Communauté de communes du Vexin Thelle und des Kantons Chaumont-en-Vexin.

## Geographie
Die Gemeinde, auf deren Gebiet das Flüsschen Viosne entspringt, liegt rund acht Kilometer südlich von Chaumont-en-Vexin an der Kreuzung der Départementsstraßen D53, D153 und D915 (frühere Route nationale 15). Zu Lierville gehören die Weiler Le Boulleaume und Branchu.

## Einwohner
| 1962 | 1968 | 1975 | 1982 | 1990 | 1999 | 2006 | 2011 |
| ---- | ---- | ---- | ---- | ---- | ---- | ---- | ---- |
| 254  | 261  | 263  | 244  | 228  | 245  | 228  | 228  |

## Verwaltung

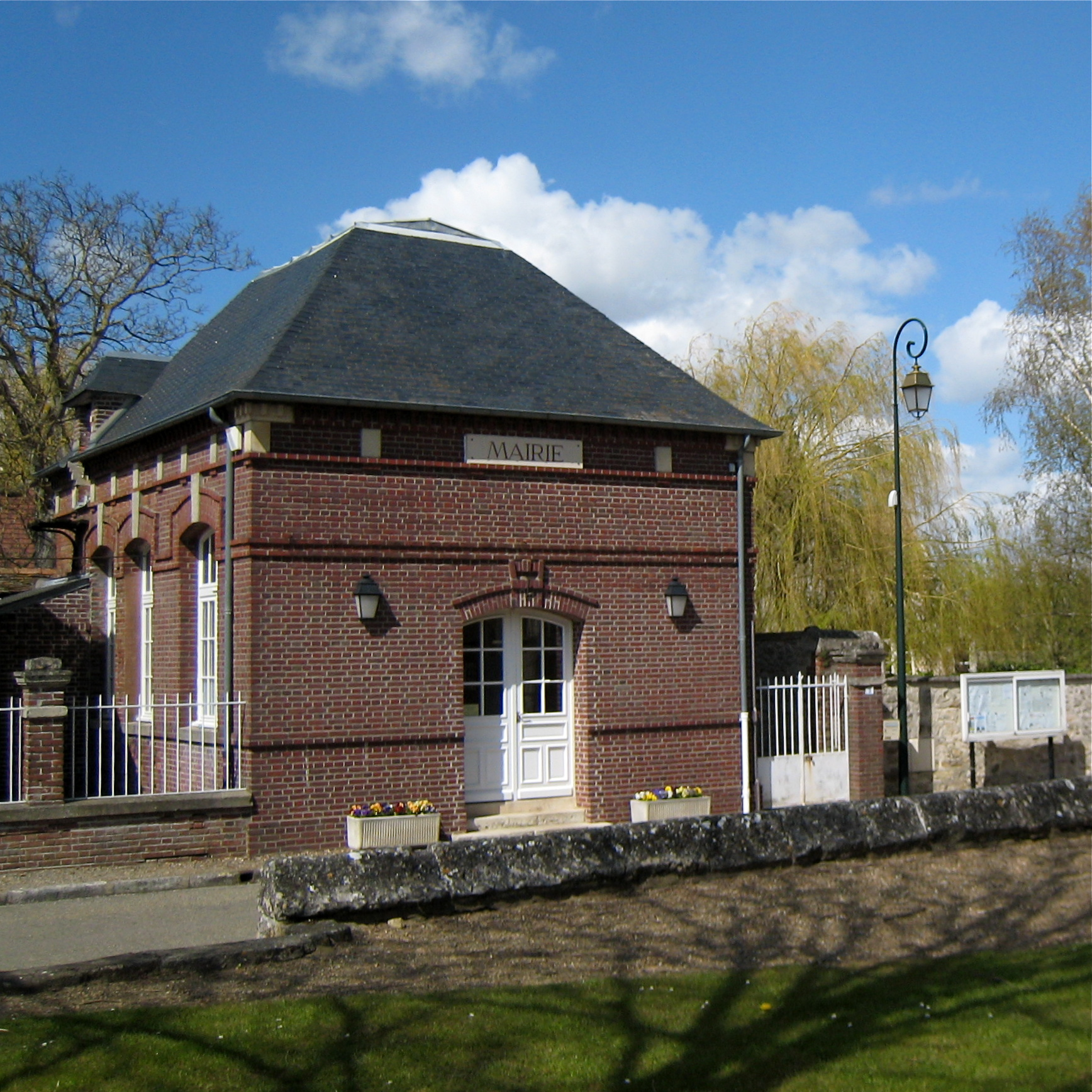
Mairie

Bürgermeister (maire) ist seit 2001 Pierre Le Sellier de Chezelles.

## Sehenswürdigkeiten

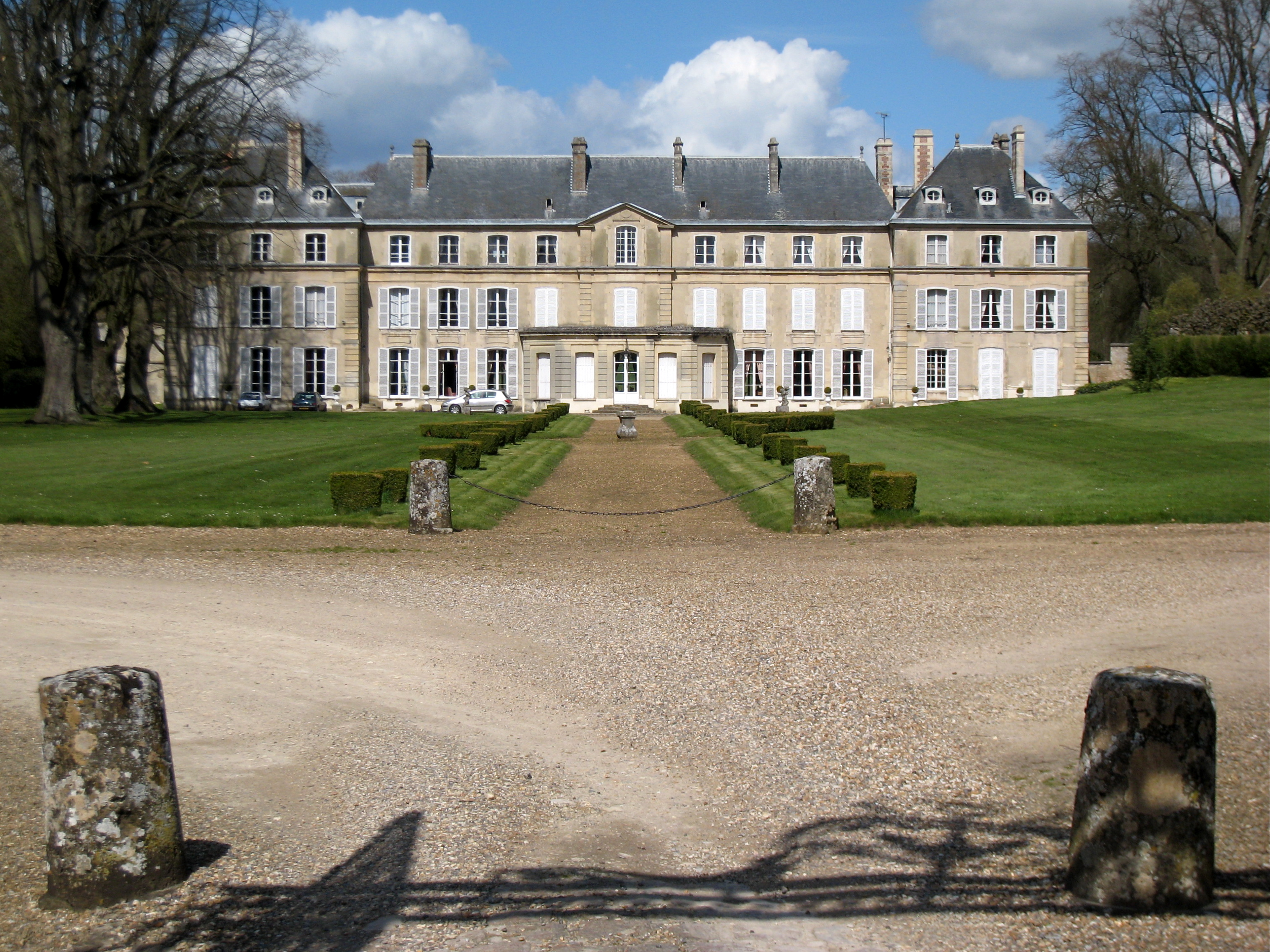
Schloss von Boulleaume

- Die auf die Mitte des 12. Jahrhunderts zurückgehende Kirche Saint-Martin mit nach Einsturz 1968 wieder aufgebautem achteckigem romanischem Turm und romanischem Portal, seit 1969 als Monument historique eingetragen.[1][2] (siehe auch: Liste der Monuments historiques in Lierville)
- Schloss Boulleaume